# Портрет Александра Вюртембергского
«Портрет Александра Вюртембергского» — картина Джорджа Доу и его мастерской из Военной галереи Зимнего дворца.
Картина представляет собой погрудный портрет генерала от кавалерии герцога Александра Вюртембергского из состава Военной галереи Зимнего дворца.
Во время Отечественной войны 1812 года генерал от кавалерии герцог Александр Вюртембергский был шефом Рижского драгунского полка и занимал должность Белорусского военного губернатора, затем состоял при штабах М. Б. Барклая де Толли и М. И. Кутузова, отличился в Бородинском сражении, в боях при Тарутино и Малоярославце. В Заграничных походах командовал блокадой Данцига, после чего вернулся к исполнению обязанностей Белорусского губернатора.
Изображён в генеральском мундире Рижского драгунского полка; через левое плечо переброшена лядуночная перевязь, через правое плечо надета Андреевская лента; правая рука засунута под борт мундира. На шее крест ордена Св. Георгия 2-го класса; по борту мундира из-под руки заметен крест вюртембергского ордена «За военные заслуги»; справа на груди крест прусского ордена Чёрного орла (А. А. Подмазо ошибочно идентифицирует его как ещё один крест вюртембергского ордена «За военные заслуги»), серебряная медаль «В память Отечественной войны 1812 года» на Андреевской ленте, бронзовая дворянская медаль «В память Отечественной войны 1812 года» на Владимирской ленте, кресты вюртембергского ордена Короны, баварского Военного ордена Максимилиана Иосифа, неустановленного ордена (возможно вюртембергского ордена Золотого орла) и прусского ордена Красного орла 3-й степени, далее звёзды орденов Св. Андрея Первозванного, Св. Георгия 2-го класса и вюртембергского ордена «За военные заслуги» и шитая звезда ордена Св. Иоанна Иерусалимского. Подпись на раме: Герцогъ Александ. Виртембергскiй, Генер. Отъ Кавалерiи.
Обстоятельства создания портрета не выяснены. Готовый портрет был принят в Эрмитаж 7 сентября 1825 года.
1 сентября 1827 года в Лондоне фирмой Messrs Colnaghi по заказу петербургского книготорговца С. Флорана с галерейного портрета была снята и отпечатана датированная гравюра Г. Доу.
В собрании Эрмитажа имеется литография Густава Людерица, основанная на портрете Доу (бумага, 52,5 × 40,8 см, инвентарный № ЭРГ-28891). Она, соблюдая общее композиционное решение галерейного портрета, в деталях существенно от него отличается: правая рука герцога Вюртембергского опущена вниз, а сам он изображён в кавалерийском генеральском мундире образца от 6 апреля 1814 года. Кроме того, существует более ранний по отношению к галерейному портрету рисунок Луи де Сент-Обена, выполненный в 1814 году, который композиционно близок к работе Доу; этот рисунок также находится в собрании Эрмитажа (бумага, чёрный карандаш, 47 × 37 см, инвентарный № ЭРР-6139). В октябре того же 1814 года в Лондоне с него была снята и опубликована гравюра Ф. Вендрамини.

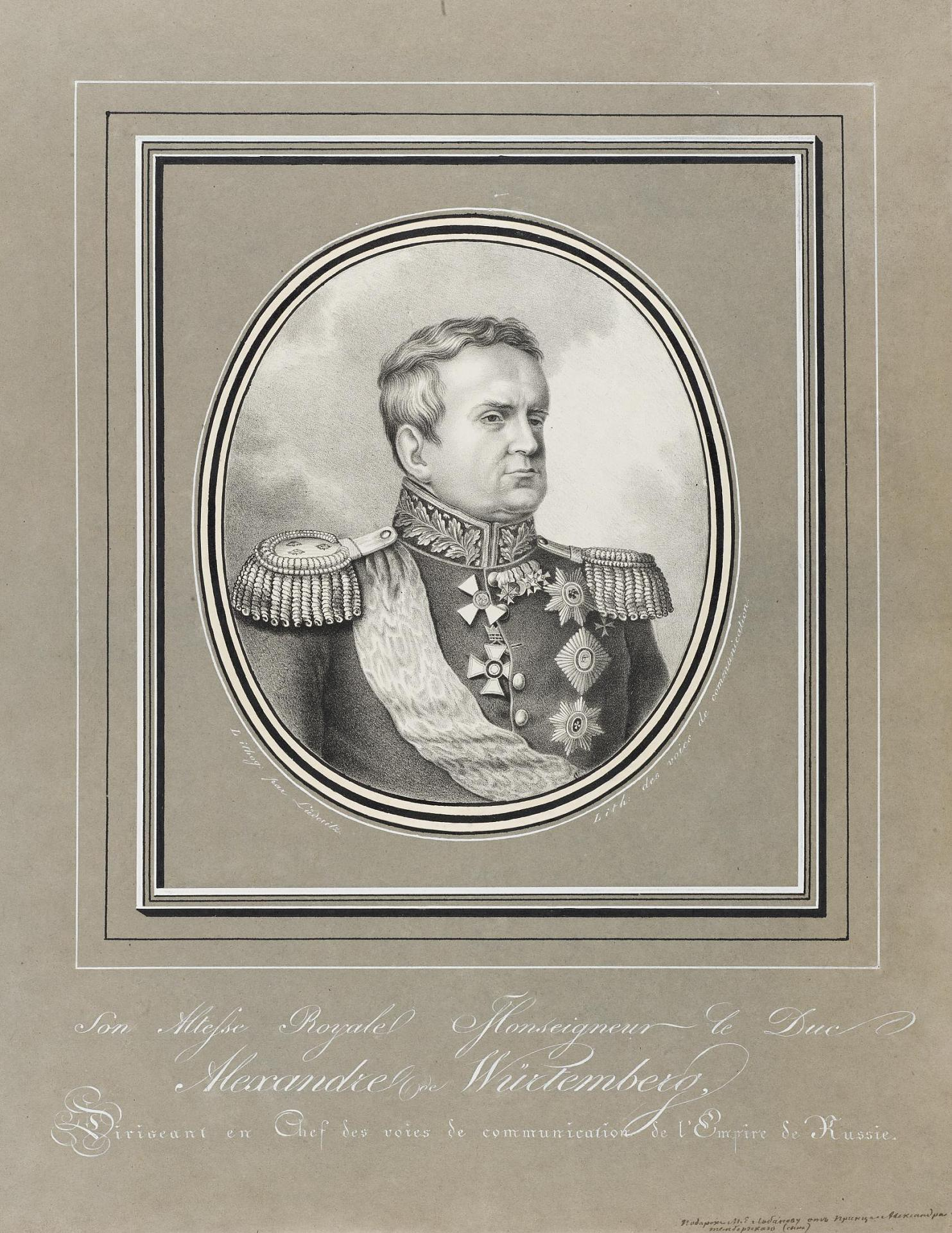
Литография Г. Людерица
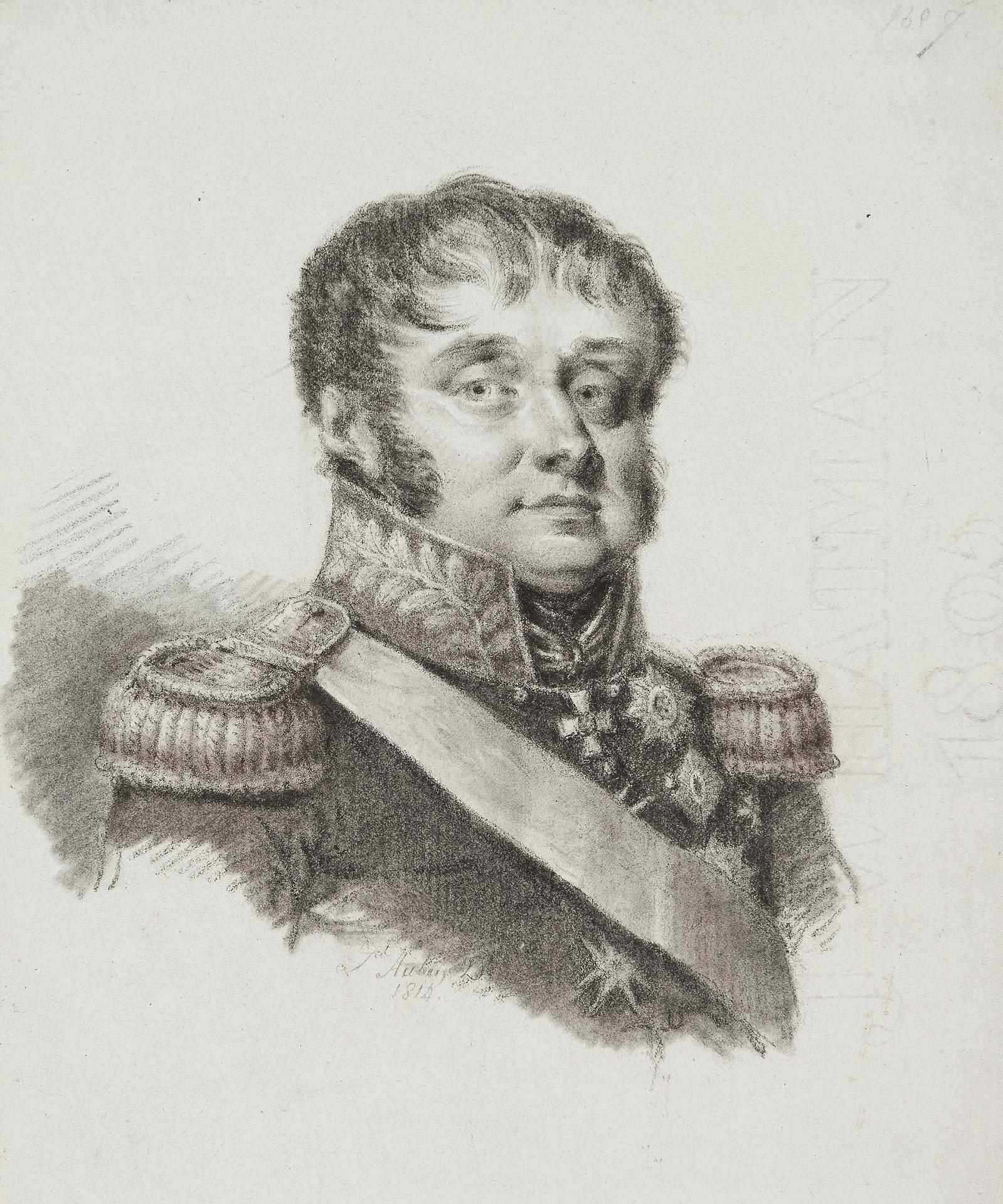
Рисунок Л. Де Сент-Обена